# Grabówka Ukazowa-Hamówka
Grabówka Ukazowa-Hamówka (prononciation : [ɡraˈbufka ukaˈzɔva xaˈmufka]) est un village polonais de la gmina de Annopol dans le powiat de Kraśnik de la voïvodie de Lublin dans l'est de la Pologne.
Le village comptait approximativement une population de 29habitants en 2006.

## Histoire
De 1975 à 1998, le village est attaché administrativement à la voïvodie de Tarnobrzeg.

Depuis 1999, il fait partie de la voïvodie de Lublin.